# 圣丽塔 (关岛)
圣丽塔（Santa Rita）是美国在西太平洋的非合并建制属地关岛中的一座村庄，2010年人口6,084人。市长为戴尔·阿尔瓦雷斯。
关岛教育部服务圣丽塔。
圣丽塔有南方中学。
1. ↑  Population of Guam: 2010 and 2020, U.S. Census Bureau.